# Telmatobufo bullocki
Telmatobufo bullocki é uma espécie de anfíbio da família Calyptocephalellidae endêmica do Chile.

## Distribuição geográfica e habitat
Ocorre somente na Cordilheira de Nahuelbuta (parte da Cordilheira Costeira), na província de Arauco, Chile.